# Lloyd Isgrove
Lloyd Jeffrey Isgrove (Yeovil, Somerset, Inglaterra, 12 de enero de 1993) es un futbolista galés. Juega de extremo y su equipo es el Hume City F. C. de la NPL Victoria.

## Trayectoria
Formado en la cantera del Southampton FC su primera inclusión en el primer equipo tuvo lugar el 30 de octubre de 2012 para disputar la Capital One Cup contra el Leeds United.
Debutó en la Premier League en la temporada 2014-15 jugando ocho minutos frente al Liverpool FC.

### Peterborough
El 13 de marzo de 2014 se marchó cedido al Peterborough United con el que ganó el EFL Trophy. En el Peterborough jugó 10 partidos y marcó un gol.

### Sheffield Wednesday
El 18 de marzo de 2015 se marchó cedido al Sheffield Wednesday FC con el que jugó 8 partidos.

### Barnsley
El 24 de octubre de 2015 se marchó cedido al Barnsley FC de la League One, la tercera división de Inglaterra.
Con este club ganó el EFL Trophy de nuevo, tras vencer en la final al Oxford United por 3-2.
El 29 de mayo de 2016 logra el ascenso a la EFL Championship tras vencer al Millwall FC. El 2 de julio de 2017, tras finalizar su contrato con el Southampton FC, firma por tres temporadas con el Barnsley.
Dejó el club al término de la temporada 2018-19.

## Selección nacional
En enero de 2013, Isgrove, fue convocado por la selección de fútbol sub-21 de Gales debutando contra la selección de fútbol sub-21 de Islandia en una victoria por 3-0 el 6 de febrero de 2013.
Con la selección absoluta debutó el 24 de marzo de 2016 en el empate (1-1) contra la selección de fútbol de Irlanda del Norte.

## Clubes
| Club                                 | País       | Año       |
| ------------------------------------ | ---------- | --------- |
| Southampton F. C.                    | Inglaterra | 2012-2017 |
| Peterborough United F. C. (préstamo) | Inglaterra | 2014      |
| Sheffield Wednesday F. C. (préstamo) | Inglaterra | 2015      |
| Barnsley F. C. (préstamo)            | Inglaterra | 2015-2016 |
| Barnsley F. C.                       | Inglaterra | 2017-2019 |
| Portsmouth F. C. (préstamo)          | Inglaterra | 2019      |
| Swindon Town F. C.                   | Inglaterra | 2019-2020 |
| Bolton Wanderers F. C.               | Inglaterra | 2020-2023 |
| Sholing F. C.                        | Inglaterra | 2023      |
| Hume City F. C.                      | Australia  | 2024-     |

## Palmarés

### Títulos nacionales
| Título     | Club                      | País       | Año  |
| ---------- | ------------------------- | ---------- | ---- |
| EFL Trophy | Peterborough United F. C. | Inglaterra | 2014 |
| EFL Trophy | Barnsley F. C.            | Inglaterra | 2016 |
| EFL Trophy | Bolton Wanderers F. C.    | Inglaterra | 2023 |